# 7000미라클
《7000미라클》은 세계 곳곳에서 선교의 사명을 감당하는 선교사님과 목사님의 이야기를 나누며 사역지에 희망을, 어려운 이웃에게 소망을 전하는 CTS기독교TV의 후원 프로그램이다.
| 프로그램                  | 요일 | 방송시간                 | 비고         |
| ------------------------- | ---- | ------------------------ | ------------ |
| 7000미라클-열방을 향하여  | 월   | 오전 10시 50분, 오후 3시 | 해외 선교사  |
| 7000미라클-땅끝으로       | 화   | 오전 10시 50분, 오후 3시 | 국내 목회자  |
| 7000미라클-예수사랑여기에 | 수   | 오전 10시 50분, 오후 3시 | 생방송, 환우 |
| 7000미라클-스페셜         | 목   | 오전 10시 50분, 오후 3시 | 종합         |

## MC
- 전기철= 목사

- 허상봉= 목사

- 최윤영= 아나운서

- 우혜진= 아나운서